# 阿尔芒松河畔阿让特伊
阿爾芒松河畔阿让特伊（法語：Argenteuil-sur-Armançon，法語發音：[aʁʒɑ̃tœj syʁ aʁmɑ̃sɔ̃]）是法国勃艮第-弗朗什-孔泰大区约讷省的一个市镇，属于阿瓦隆区。

## 地理
阿尔芒松河畔阿让特伊（47°45'1"N, 4°6'28"E）面积30.51 平方千米，位于法国勃艮第-弗朗什-孔泰大區约讷省，该省份为法国中北部内陆省份，西接卢瓦雷省，西北接塞纳-马恩省，南至涅夫勒省，东临科多尔省，东北与奥布省接壤。
与阿尔芒松河畔阿让特伊接壤的市镇（或旧市镇、城区）包括：阿尔芒松河畔帕西、帕西伊、昂西勒弗朗、托内鲁瓦地区穆兰、维利耶莱欧。

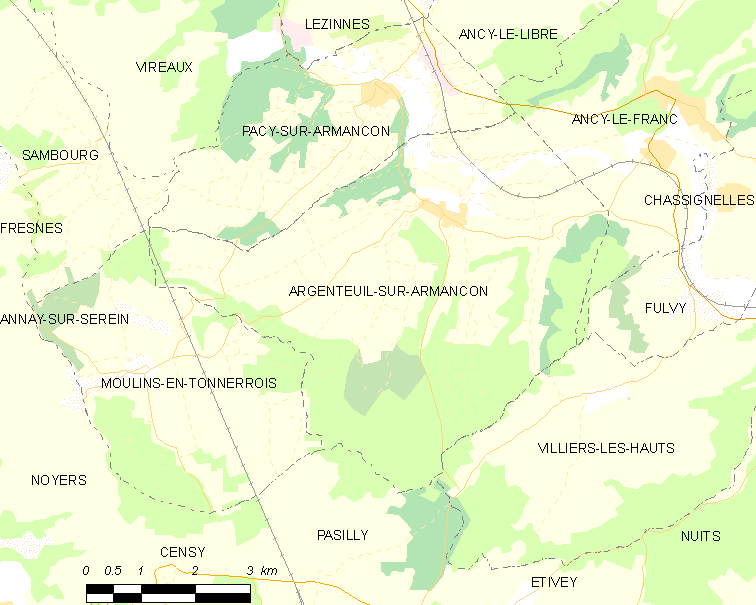
阿尔芒松河畔阿让特伊的OSM定位图

阿尔芒松河畔阿让特伊的时区为UTC+01:00、UTC+02:00（夏令时）。

## 行政
阿尔芒松河畔阿让特伊的邮政编码为89160，INSEE市镇编码为89017。

## 政治
阿尔芒松河畔阿让特伊所属的省级选区为托内鲁瓦县。

## 人口

1962-2008年间阿尔芒松河畔阿让特伊人口变化图示

阿尔芒松河畔阿让特伊于2022年1月1日时的人口数量为224人。